# Mujuryoku Aria
Singles de Yui Sakakibara
Blue Mind
(2011) Judge of a Life
(2012)
Mujuryoku Aria est le 26e single de Yui Sakakibara sorti sous le label LOVE×TRAX Office le 22 février 2012 au Japon.

## Liste des titres
| 1. | Mujuryoku Aria (無重力アリア)                     |  |
| 2. | Hane Saita Aozora (羽根咲いた青空)                |  |
| 3. | Mujuryoku Aria (Instrumental) (無重力アリア)      |  |
| 4. | Hane Saita Aozora (Instrumental) (羽根咲いた青空) |  |